# I Brought You My Bullets, You Brought Me Your Love
I Brought You My Bullets, You Brought Me Your Love debitantski je studijski album američkog alternativnog rock sastava My Chemical Romancea. Diskografska kuća Eyeball Records objavila ga je 23. srpnja 2002. godine. Album je producirao Geoff Rickly, pjevač Thursdaya, koji je bio vrlo aktivan u Eyeball Recordsu.

## Popis pjesama
1. "Romance" - 1:04
2. "Honey, This Mirror Isn't Big Enough for the Two of Us" - 3:53
3. "Vampires Will Never Hurt You" - 5:28
4. "Drowning Lessons" - 4:25
5. "Our Lady of Sorrows" - 2:07
6. "Headfirst for Halos" - 3:30
7. "Skylines and Turnstiles" - 3:25
8. "Early Sunsets Over Monroeville" - 5:07
9. "This Is the Best Day Ever" - 2:14
10. "Cubicles" - 3:53
11. "Demolition Lovers" - 6:06